# دانيال يندستروم
دانيال يندستروم (بالسويدية: Daniel Lindström)‏ هو مغني سويدي، ولد في 30 يناير 1978 في أوميو في السويد.

## وصلات خارجية
- الموقع الرسمي
- دانيال يندستروم على موقع IMDb (الإنجليزية)
- دانيال يندستروم على موقع ميوزك برينز (الإنجليزية)
- دانيال يندستروم على موقع أول ميوزيك (الإنجليزية)
- دانيال يندستروم على موقع ديسكوغز (الإنجليزية)